# Zenóbio de Glaque
Zenóbio de Glaque (em latim: Zenobius; em grego: Ζηνόβιος; romaniz.: Zēnóbios; em armênio: Զենոբ; romaniz.: Zenob) foi um sacerdote do Reino da Armênia do século IV. Assume-se, segundo a tradição, que era siríaco e que emigrou à Armênia no tempo da conversão da Armênia ao cristianismo, quando foi nomeado padre superior do Mosteiro de São Precursor, perto de Astisata. A ele é atribuída a primeira metade da obra intitulada História de Taraunitis, cuja estrutura atual é datada de depois do século VIII. Sua parcela da obra deve ter sido escrita em siríaco.